# Tonny Kessler
Hermann Anton Joseph "Tonny" Kessler (20 d'abril de 1889 - 15 de febrer de 1960) va ser un futbolista neerlandès. Kessler, juntament amb el germà Dé i els cosins Boeli i Dolf, van jugar a futbol de club per a l'equip amateur HVV Den Haag. Kessler va disputar tres partits per a la selecció holandesa entre 1907 i 1913, i hi va marcar un gol. Després de jugar junts en un partit contra Anglaterra el març de 1913, els germans Kessler es van convertir en els primers germans a representar els Països Baixos junts en un partit internacional.